# Пољопривредна школа Вршац
Пољопривредна школа једна је од средњих школа у Вршцу. Налази се у улици Архитекте Брашована 1.

## Историјат
Пољопривредна школа је основана као државна установа 1921. године од стране Министарства пољопривреде које је тада одлучило да у Вршцу оснује и покрене рад „Ниже пољопривредне школе виноградарско–воћарског типа”. Улога школе је била да оспособљава кадар у трајању од две године за потребе унапређења пољопривреде и подизања општих пољопривредних знања. Превасходно је намењена образовању кадрова за имања са којих ученици потичу, али и због потребе стварања новог школованог кадра који би службовао и радио на општем унапређењу државне пољопривреде. У школи су били заступљени општи образовни правци свих важнијих грана пољопривреде, као што су виноградарство, подрумарство, прерада воћа, повртарство и цвећарство, ратарство, сточарство и живинарство, а учило се и рационално плетарство. Ученици су стицали теоријска знања пре подне у школи, а поподне су практично обављали све послове на школском имању. „Ниже пољопривредне школе виноградарско-воћарског типа” је претворена у ужу стручну Задружно-винарску школу и формирана је Енолошка станица, као и њихова заједничка сарадња до почетка Другог светског рата. По ослобођењу Вршца од фашистичке окупације 2. октобра 1944. некадашња двогодишња Задружно-винарска школа је реорганизована и настаје школа у којој је настава трајала четири године, а њен назив је „Средња пољопривредна школа виноградарско-воћарске струке”, започела је рад као средња мешовита четворогодишња школа јер су половина уписаних ученика биле девојке. Године 1964. је названа Пољопривредна школа „Лукреција Анкуцић – Неца”, убрзо је преименована у Пољопривредну школу „Милош Попов – Клима” и после одређеног времена је добила данашњи назив. Данас броје преко 420 ученика у осамнаест одељења пољопривредне, прехрамбене, ветеринарске, туристичке и угоститељске струке. Акредитовани су за два подручја рада – Пољопривреда, производња и прерада хране са образовним профилима пољопривредни техничар, ветеринарски техничар, прехрамбени техничар, руковалац – механичар пољопривредне технике, месар, пекар и Трговина, угоститељство и туризам са образовним профилима туристички техничар, конобар, кувар и посластичар. Школска библиотека броји око 6000 наслова из области обавезне лектире, белетристике и стручне литературе. Дан школе обележавају 14. фебруара.